# SiM (группа)
SiM (Silence iz Mine) — японская рок-группа из префектуры Канагава, сформированная в 2004 году. На данный момент в состав группы входят MAH (вокал), SHOW-HATE (гитара), SIN (бас) и GODRi (барабаны). Их музыкальный стиль сочетает в себе такие жанры, как альтернативный рок, хэви-метал, пост-хардкор, ню-метал, панк-рок, ска, рэгги, а также элементы электроники. На японской сцене ребят отличают по захватывающим историям, которые они рассказывают в своих песнях, а их клипы представляют собой короткометражные фильмы, посвященные самым различным темам.

## История

### 2004—2006: Формирование и ранние дни
Группа SiM была основана MAH в ноябре 2004 года в Shōnan, префектура Канагава, Япония. Группа состояла из MAH на вокале и гитаре, KAH на басу, и way на барабанах. В начале формирования название группы было «Silence iz Mine» (в настоящее время название группы — аббревиатура от старого названия).
В 2006 году SHOW-HATE присоединился к группе в качестве гитариста. KAH покинул группу, вместо него присоединился BUN до 2008 года.

### 2007—2009: Смена состава иSilence iz Mine
В 2008 году группа выпустила свой первый полноформатный альбом под названием Silence iz Mine. В том же году они впервые выступили в Киото.
В 2009 году way покидает состав, а затем к группе присоединяются SIN и GODRi. SIN встал на бас, GODRi заменил way на барабанах.

### 2010—2012:SEEDS OF HOPE
В 2010 году группа выпустила свой сингл ANTHEM под лейблом Tower Records и отправилась в тур. Во время тура у SHOW-HATE был обнаружен инфаркт головного мозга, из-за этого тур пришлось завершить. ONO-SHiT заменил SHOW-HATE на гитаре на время лечения. 6 октября 2010 года вышел первый мини-альбом группы LIVING IN PAiN.
В 2011 году был выпущен второй полноформатный альбом SEEDS OF HOPE.
2 мая 2012 года группа выпустила свой второй мини-альбом LiFE and DEATH. В этом году они впервые выступили на Summer Sonic Festival 2012.

### 2013—2015:PANDORA
В 2013 году они присоединились Monster Energy Outburn Tour 2013 с Coldrain. Группа сотрудничала с Universal Music Japan и 3 апреля 2013 года выпустила сингл EViLS, получив тем самым широкую известность. На волне успеха 23 октября они выпустили альбом PANDORA, и попали на пятое место в еженедельном чарте Oricon.
В 2014 году группа участвовала в one-man performance в Shinkiba Studio Coast. Их третий мини-альбом i AGAINST i был выпущен 7 сентября 2014 года.
Их сингл EXiSTENCE достиг #20 в чарте Billboard Japan Hot 100, а CROWS достиг #18 и оставался на этой позиции в течение 2 недель.
4 ноября 2015 года SiM выступали в Nippon Budokan в рамках тура THE TOUR 2015 FiNAL -ONE MAN SHOW at BUDOKAN. Билеты были распроданы.

### 2016:THE BEAUTiFUL PEOPLE
6 апреля 2016 года вышел четвертый альбом группы THE BEAUTiFUL PEOPLE. Наряду с этим была проведена тур. 6 мая 2016 года они появились на Fuji TV в серии «HEY! HEY! NEO!» MAKE ME DEAD. Это было их первое появление в эфирной музыкальной программе.
11 мая 2016 года SiM выпустили live DVD WHO SAYS WE CAN NOT для THE TOUR 2015 FiNAL -ONE MAN SHOW at BUDOKAN. 23 мая WHO SAYS WE CAN NOT занял четвертое место в еженедельном DVD чарте Oricon и пятое в Blu-ray чарте. and fifth in the Blu-ray chart.
25 сентября 2016 года SiM впервые выступили в США в рамках фестивального тура Ozzfest meets Knotfest.
16 октября финальное выступление тура "SiM THE BEAUTiFUL PEOPLE Tour 2016 Grand FiNAL ''Dead Man Walking''", проходившего в Йокогама Арена.
22 февраля 2017 года SiM выступили на открытии «2017 ONE OK ROCK Ambitions Japan Tour» в Wakayama Big Whale.

### 2020:THANK GOD, THERE ARE HUNDREDS OF WAYS TO KILL ENEMIES
В ноябре-декабре 2018 года SiM выпускают сразу 2 клипа на песни DiAMOND и Lion's Den, а в начале 2019 года становится известно, что группа работает над записью нового альбома. В 2020 году альбом получает название "Thank God, There are Hundreds of Ways to kill Enemies".
В апреле 2020 года должен был изначально состояться его релиз, но по техническим причинам релиз был перенесен на 17 июня. Альбом получил 13 песен в основном трек листе, а на дополнительном CD выйдут синглы DiAMOND, Lion's Den, No Solution, а так же саундрек ко 2му сезону аниме "Ярость Бахамута" Let it End, выпущеный еще в 2017 году.

## Состав группы
Текущий состав
- MAH (Манабу Танигути) — вокал (2004 — н.в.), гитара (2004—2006)
- SHOW-HATE (Масахира Иида) — гитара, клавишные, бэк-вокал (2006 — н. в.)
- SIN (Синя Синохара) — бас, бэк-вокал (2009 — н. в.)
- GODRi (Юя Танигути) — барабаны, бэк-вокал (2009 — н. в.)

Бывшие участники
- KAH — бас (2004—2006)
- BUN — бас (2006—2008)
- way — барабаны (2004—2009)

Временная шкала

## Дискография

### Студийные альбомы
| Год  | Информация                                                                   | Oricon чарты | Oricon чарты |
| Год  | Информация                                                                   | Недельный    |              |
| ---- | ---------------------------------------------------------------------------- | ------------ | ------------ |
| 2008 | Silence iz Mine - Релиз: 25 июня, 2008                                       | —            |              |
| 2011 | SEEDS OF HOPE - Релиз: 12 октября, 2011                                      | 55           |              |
| 2013 | PANDORA - Релиз: 23 октября, 2013                                            | 5            |              |
| 2016 | THE BEAUTiFUL PEOPLE - Релиз: 6 апреля, 2016                                 | 6            |              |
| 2020 | Thank God, There Are Hundreds of Ways To Kill Enemies - Релиз: 17 июня, 2020 | 2            |              |
| 2023 | PLAYDEAD - Релиз: 27 сентября, 2023                                          | 16           |              |

### Мини-альбомы
| Год  | Информация                              | Oricon чарты | Oricon чарты |
| Год  | Информация                              | Недельный    |              |
| ---- | --------------------------------------- | ------------ | ------------ |
| 2010 | LIVING IN PAiN - Релиз: 6 октября, 2010 | 221          |              |
| 2012 | LiFE and DEATH - Релиз: 2 мая, 2012     | 9            |              |
| 2014 | i AGAINST i - Релиз: 17 сентября, 2014  | 7            |              |

### Синглы
| Год  | Информация                                       | Oricon недельные чарты | Billboard Japan Hot 100 |
| ---- | ------------------------------------------------ | ---------------------- | ----------------------- |
| 2007 | paint sky blue - Релиз: 21 апреля, 2007          | —                      | —                       |
| 2009 | Murderer - Релиз: 20 марта, 2009                 | —                      | —                       |
| 2010 | ANTHEM - Релиз: 17 марта, 2010                   | —                      | —                       |
| 2013 | EViLS - Релиз: 3 апреля, 2013                    | 9                      | —                       |
| 2014 | EXiSTENCE - Релиз: 12 ноября, 2014               | —                      | 20                      |
| 2015 | ANGELS and DEViLS - Релиз: 10 июня, 2015         | 9                      | —                       |
| 2015 | CROWS - Релиз: 7 октября, 2015                   | 12                     | 18                      |
| 2017 | LET iT END - Релиз: 26 апреля, 2017              | —                      | —                       |
| 2017 | A / THE SOUND OF BREATH - Релиз: 6 декабря, 2017 | 12                     | 50                      |
| 2018 | DiAMOND - Релиз 1 ноября, 2018                   | —                      | —                       |
| 2019 | SAND CASTLE - Релиз: 11 декабря, 2019            | —                      | —                       |
| 2020 | BULLY - Релиз: 12 февраля, 2020                  | —                      | —                       |
| 2020 | DEVIL IN YOUR HEART - Релиз: 18 марта, 2020      | —                      | —                       |
| 2020 | BASEBALL BAT - Релиз: 1 апреля, 2020             | —                      | —                       |
| 2020 | CAPTAIN HOOK - Релиз: 13 мая, 2020               | —                      | —                       |
| 2022 | THE RUMBLING - Релиз: 7 февраля, 2022            | 28                     | 67                      |
| 2023 | UNDER THE TREE - Релиз: 4 марта, 2022            | —                      | —                       |

### DVD
| Год  | Название                                                                               | Oricon чарты |
| ---- | -------------------------------------------------------------------------------------- | ------------ |
| 2012 | DUSK and DAWN - Релиз: 14 ноября, 2012                                                 | 3            |
| 2014 | 10 YEARS - Релиз: 18 июня, 2014                                                        | 4            |
| 2016 | WHO SAYS WE CAN’T - Релиз: 11 мая, 2016                                                | 4            |
| 2017 | DEAD MAN WALKiNG -LiVE at YOKOHAMA ARENA- - Релиз: 26 апреля, 2017                     | 14           |
| 2018 | KYOTO STRATEGY 2007-2017 10TH ANNIVERSARY! - Релиз: 27 июня, 2018                      | 2            |
| 2018 | KYOTO STRATEGY 2017 LIVE-A FESTIVAL YOU CAN SEE TO THE FULLEST- - Релиз: 27 июня, 2018 | 38           |

### Каверы
| Год  | Название               | Автор       | Исполнитель | Релиз                    | Примечание |
| ---- | ---------------------- | ----------- | ----------- | ------------------------ | --- |
| 2008 | «Come Together»        | The Beatles | SiM         | альбом Silence iz Mine   | |
| 2012 | «Something In The Way» | Nirvana     | SiM         | альбом NEVERMIND TRIBUTE | Требьют альбом японских музыкальных исполнителей (выпущен 4 апреля 2012 года), посвященный 20-летию альбома Нирваны «Nevermind». |

### Коллаборации
| Год  | Песня          | Исполнитель         | Релиз                                    | Примечание |
| ---- | -------------- | ------------------- | ---------------------------------------- | --- |
| 2011 | «The Maze»     | Coldrain            | альбом The Enemy Inside                  | Совместно с MAH (SiM). |
| 2014 | «Re-Education» | Skindred            | альбом Kill the Power (Japanese edition) | Совместно с MAH (SiM). |
| 2017 | «Skyfall»      | ONE OK ROCK         | Skyfall Venue Limited CD                 | - Совместно с MAH (SiM), Masato (coldrain), and Koie (Crossfaith). - Написано в соавторстве с MAH (SiM). - Продаётся только в «2017 ONE OK ROCK Ambitions Japan Tour». |
| 2022 | «Catch Me»     | The Oral Cigarettes | Bullets into the Pipe EP                 | |